# Колежиу Педру II
Колежиу Педру II (порт. Colégio Pedro II) — одно из старейших государственных учебных учреждений Бразилии. Расположен в штате Рио-де-Жанейро. По дате основания это второе учебное заведение страны такого типа (первым является Атенеу Норти-Риугранденси, порт. Atheneu Norte-Riograndense).
Назван в честь императора Бразилии Педру II.